# 小行星8612
小行星8612（8612 Burov）是一颗绕太阳运转的小行星，为主小行星带小行星。该小行星于1978年9月26日发现。

## 轨道参数
小行星8612的轨道半长轴为2.3558184 UA，离心率为0.204。